# Xiphophorus birchmanni
Xiphophorus birchmanni é um peixe da família Poeciliidae e do género Xiphophorus que vive nos rios do México.
O macho apresenta cores mais fortes que a fêmea e também uma barbatana dorsal mais desenvolvida que utiliza para se exibir para as fêmeas e afastar outros machos.

## Aquariofilia
É mais raro que seus parentes Xiphophorus maculatus e Xiphophorus hellerii o que torna muito difícil encontrar exemplares em lojas, além de os tornar ainda mais caros.